# Джемано
Джема̀но (на италиански: Gemmano, на местен диалект Gemà, Джема) е село и община в северна Италия, провинция Римини, регион Емилия-Романя. Разположено е на 404 m надморска височина (на брега на Адриатическото море. Населението на общината е 1161 души (към 2010 г.).